# Chiến dịch Thọ Xuân
Chiến dịch Thọ Xuân (chữ Hán: 壽春三叛 Thọ Xuân tam bạn), hay còn gọi là Ba lần binh biến Thọ Xuân bao gồm 3 cuộc chiến chống lại các chính quyền địa phương của quyền thần họ Tư Mã nước Tào Ngụy thời Tam Quốc trong lịch sử Trung Quốc.
Cuộc chiến chống họ Tư Mã chuyên quyền ở trung ương nổ ra 3 lần đều tại Thọ Xuân, vùng đất phía nam sông Hoài, trong đó có lần tham chiến của nước Đông Ngô.

## Hoàn cảnh
Sau khi Ngụy Minh Đế Tào Duệ qua đời (239), vua nhỏ Tào Phương được lập, quyền phụ chính trong tay Tào Sảng và Tư Mã Ý. Năm 249, sau nhiều năm kín đáo giấu mình, Tư Mã Ý phát động sự biến lăng Cao Bình lật đổ Tào Sảng, khống chế Tào Phương. Đồng thời, Tư Mã Ý buộc các tông thất họ Tào đều phải tới cư trú tại kinh đô Lạc Dương để khống chế, không cho qua lại với nhau. Ngoài ra, họ còn bị Tư Mã Ý sai người giám sát hành động.
Việc họ Tư Mã thao túng triều đình khiến tông thất nhà Tào Ngụy bất bình. Chính Tư Mã Ý cũng nhận thức nguy cơ tất yếu từ sự chống đối này nên đã chủ động ra tay dẹp những lực lượng này, dọn đường cho con cháu giành ngôi nhà Ngụy.

## Lần thứ nhất
Sau khi diệt Tào Sảng, Tư Mã Ý chủ động chĩa mũi nhọn vào những tướng lĩnh không cùng cánh để dẹp bỏ nguy cơ "phục hưng Tào Ngụy" của những người trung thành với họ Tào.
Tháng giêng năm 251, vua Đông Ngô là Tôn Quyền lấp kín cửa sông Đồ Thủy chảy vào sông Trường Giang, Đô đốc Dương châu chư quân sự là Vương Lăng cho rằng Tôn Quyền định khởi binh đánh Ngụy, do đó ông ra lệnh giới nghiêm toàn quân ở Dương châu, đồng thời dâng biểu về triều đề nghị phát đại quân đánh Ngô. Tư Mã Ý cho rằng Vương Lăng lấy lý do đánh Ngô chỉ là cớ để khởi binh chống triều đình, nên không đồng ý cho Vương Lăng hưng binh ra quân, rồi tâu lên Tào Phương rằng Vương Lăng có mưu đồ câu kết với Sở vương Tào Bưu (con thứ của Tào Tháo, em Văn Đế Tào Phi, ông chú của Tào Phương) làm phản, sẽ đánh chiếm Hứa Xương để phế truất Tào Phương.
Nhưng để giữ bí mật khiến Vương Lăng không phòng bị, Tư Mã Ý không công khai khởi binh rầm rộ, mà ngấm ngầm huy động binh lính đi theo đường thủy, đột ngột từ Dĩnh Thủy tới Thọ Xuân.
Vương Lăng không hiểu vì sao Tư Mã Ý lại mang quân tới bất ngờ như vậy, cũng không thể có cách nào điều quân chống cự. Khi Tư Mã Ý đã đến Khâu Đầu, Vương Lăng đành bảo thủ hạ trói mình, cùng thủ hạ Vương Úc tới thủy doanh của Tư Mã Ý, nộp ấn tín xin thỉnh tội.
Tư Mã Ý sai 600 quân áp giải Vương Lăng về Lạc Dương trị tội. Vương Lăng đi nửa đường tới Hạng Thành thì uống thuốc độc tự tử.
Vương Lăng được chôn cất ít lâu thì có một viên tướng là Vương Thức tới tự thú với Tư Mã Ý, nói rằng mình là người cùng họ với Vương Lăng và là thuộc hạ của Thứ sử Duyện châu Lệnh Hồ Ngu, từng theo lệnh của Lệnh Hồ Ngu tới thành Bạch Mã câu kết với Sở vương Tào Bưu; còn Lệnh Hồ Ngu cũng từng mưu đồ với Vương Lăng chống triều đình. Các sử gia cho rằng khi đó Lệnh Hồ Ngu đã bị bệnh qua đời nên không có cách nào kiểm chứng lời tự thú và tố cáo của Vương Thức, thực chất đây là vụ án giả do Tư Mã Ý làm ra để tiêu diệt những lực lượng chống đối.
Tư Mã Ý căn cứ vào đó hạ lệnh phá quan tài Vương Lăng và Lệnh Hồ Ngu, phơi xác họ 3 ngày trong chợ, thiêu hủy ấn tín và áo quan của họ, rồi chôn xác họ trần xuống đất. Sau đó Tư Mã Ý hạ lệnh tru di tam tộc của hai người này (họ cha, họ mẹ và họ vợ) và nhân danh Tào Phương ra chiếu thư bắt Sở vương Tào Bưu phải tự sát.

## Lần thứ hai
Tư Mã Ý chết không lâu sau chiến dịch lần thứ nhất (251), con trưởng là Tư Mã Sư lên kế vị điều hành triều chính. Tháng giêng năm 254, Tào Phương trước sự chèn ép của họ Tư Mã bèn mưu cùng Hạ Hầu Huyền (người cùng họ tông thất Tào Ngụy) đánh đổ Tư Mã Sư. Mưu sự bại lộ, Tư Mã Sư khép tội Hạ Hầu Huyền cùng những người cùng cánh là Lý Phong, Trương Tập, Nhạc Đôn, Lưu Hiền tội danh "phế bỏ đại thần" và tru di tam tộc họ.
Tới tháng 9 năm đó, Tư Mã Sư nhân danh Quách thái hậu, phế truất Tào Phương làm Tề vương, lập cháu Ngụy Minh Đế là Cao Quý hương công Tào Mao mới 14 tuổi lên ngôi.
Nghe tin Tư Mã Sư làm việc phế lập, Trấn đông tướng quân Vô Khâu Kiệm và Thứ sử Dương châu Văn Khâm bèn khởi binh thảo phạt Tư Mã Sư. Vô Kỳ Kiệm ước hẹn với Văn Khâm và các tướng: Hộ quân An Phong là Trịnh Ký, Hộ quân Lư Giang là Lã Tuyên, Thái thú Lư Giang là Trương Hưu, Thái thú Hoài Nam là Đinh Tôn, hộ quân Hợp Phì là Chính Hưu cùng giương cờ chống Tư Mã Sư bảo vệ nhà Tào Ngụy.
Vô Khâu Kiệm dâng biểu về Lạc Dương lên Tào Mao, kể 10 tội trạng của Tư Mã Sư; nhưng đồng thời bài biểu lại ca ngợi công lao của Tư Mã Ý và đề nghị Tào Mao dùng em Tư Mã Sư là Tư Mã Chiêu thay thế làm phụ chính. Các sử gia cho rằng có thể đây là chủ định nhằm phân hóa hàng ngũ họ Tư Mã của Vô Kỳ Kiệm và Văn Khâm, nhưng chẳng có hiệu quả nào.
Để có thêm lực lượng chống Tư Mã Sư, Vô Khâu Kiệm và Văn Khâm cầu cứu Đông Ngô hiệp trợ. Hai tướng cùng gửi con tin sang cho vua Ngô là Tôn Lượng đề nghị phát binh. Trong khi Tôn Lượng chưa phát binh, Vô Khâu Kiệm và Văn Khâm tập hợp 6 vạn quân từ Thọ Xuân tiến về phía tây, nhưng không đánh thẳng tới Lạc Dương hoặc Hứa Xương mà chỉ chiếm Hạng Thành và đóng quân. Các sử gia cho rằng việc không quyết đoán này chính là ngồi chờ đòn phản công của quân địch.
Vô Khâu Kiệm sai sứ giả mang thư tới Duyện châu dụ Đặng Ngải ủng hộ mình. Đặng Ngải không nghe theo, giết luôn sứ giả rồi mang quân ra kháng cự.
Tư Mã Sư sai Giám quân Vương Cơ làm tiên phong, đóng đồn ở Nam Đốn ngăn chặn Vô Khâu Kiệm và Văn Khâm, lại sai Gia Cát Đản mang quân Dự châu đánh căn cứ của họ là Thọ Xuân; còn sai Hồ Tuân mang quân Thanh châu, Từ châu đi theo đường giữa Thương Khâu và huyện Tiêu tới cắt đứt đường rút về Thọ Xuân của họ. Tư Mã Sư còn sai Đặng Ngải mang 1 vạn quân Thái Sơn ra Lạc Gia để dẫn dụ Vô Kỳ Kiệm ra đánh, còn tự mình cầm quân chủ lực tới Nhữ Dương.
Đặng Ngải mang quân tới Lạc Gia, làm cầu phao tạo điều kiện cho đại quân Tư Mã Sư tới chiếm được Lạc Gia. Lúc đó Tư Mã Sư đang bị bệnh lên bướu ở mắt. Văn Khâm sai con là mãnh tướng Văn Ương mang quân đánh vào đại doanh Tư Mã Sư. Bị quân Văn Ương đánh bất ngờ, quân Tư Mã Sư rối loạn. Tư Mã Sư sợ hãi, bật cả tròng một con mắt ra ngoài, đau quá ngất đi. Nhưng vì lực lượng của Văn Ương quá ít không phá được trại địch, cuối cùng phải rút lui.
Tư Mã Sư bớt bệnh, Vô Khâu Kiệm sai Văn Khâm mang quân ra đánh Đặng Ngải. Trong khi hai bên xuất chiến, Tư Mã Sư mang quân chủ lực đánh tập hậu. Văn Khâm không địch nổi, bị thua tan tác. Các cánh quân và thành trì theo Vô Khâu Kiệm lần lượt đầu hàng
Thấy quân chủ lực thua trận, Vô Kỳ Kiệm vội bỏ Hạng Thành chạy, toàn quân Dương châu tan vỡ. Vô Kỳ Kiệm chạy tới huyện Thận, núp vào bụi cỏ rậm bên bờ sông, bị một người dân là Trương Thuộc bắn chết. Em ông là Vô Khâu Tú chạy sang đầu hàng Đông Ngô, còn Văn Khâm bại binh cũng bỏ chạy đến hàng Ngô.
Tư Mã Sư thắng trận trở về, bắt giết hết gia tộc hai họ Vô Khâu và họ Văn.

## Lần thứ ba
Sau trận Thọ Xuân thứ hai không lâu, sang tháng 1 năm 255, Tư Mã Sư qua đời. Em ông là Tư Mã Chiêu lên nắm quyền phụ chính.
Trấn đông tướng quân Gia Cát Đản ở Thọ Xuân bất hòa với Thứ sử Dương châu là Nhạc Lâm (con Nhạc Tiến), bị Nhạc Lâm tố cáo liên kết với Đông Ngô. Gia Cát Đản trước đó đã thu thập những người bỏ trốn và tích trữ lương thực trong 1 năm.
Tư Mã Chiêu sai Giả Sung đi Dương châu thị sát. Khi trở về, Giả Sung khuyên Tư Mã Chiêu nên triệu tập Gia Cát Đản về kinh đô Lạc Dương phong chức Tư không. Tư Mã Chiêu nghe theo bèn nhân danh Tào Mao phát lệnh gọi Gia Cát Đản. Gia Cát Đản biết mình bị nghi ngờ, năm 257 bèn khởi binh đánh Tư Mã Chiêu nhân danh phò nhà Ngụy.
Trước tiên Gia Cát Đản tấn công giết chết Nhạc Lâm, sau đó sai người đưa con là Gia Cát Thịnh sang Đông Ngô làm con tin, đề nghị Tôn Lượng phát binh chi viện. Gia Cát Đản tập hợp được hơn 10 vạn quân, phía Tôn Lượng cũng phái hơn 3 vạn quân bắc tiến, dưới quyền chỉ huy của Toàn Dịch, Toàn Đoan, Vương Tộ và hàng tướng Văn Khâm.
Quân Ngô sang sông rồi vội vã vào thành Thọ Xuân hội với Gia Cát Đản. Các sử gia cho rằng chiến thuật này là sai lầm, quân Ngô nên đóng ở ngoài để cùng Gia Cát Đản hai cánh quân cứu ứng cho nhau.
Tư Mã Chiêu mang 20 vạn quân, ép Tào Mao cùng đi thân chinh để tránh binh biến ở Lạc Dương. Tư Mã Chiêu tiến đại quân đến đóng ở Thẩm Khâu, thúc quân bao vây thành Thọ Xuân, men theo tường thành đắp 2 lớp lũy.
Hai bên giằng co trong vòng 10 tháng, từ tháng 5 năm 257 đến tháng 3 năm 258. Cháu Toàn Dịch là Toàn Huy ở Kiến Nghiệp (kinh đô Đông Ngô), vì mâu thuẫn trong nhà nên dắt mẹ cùng gia quyến vượt sông Trường Giang sang đầu hàng Tư Mã Chiêu. Thủ hạ của Tư Mã Chiêu là Chung Hội nhân đó bèn hiến kế, nhân danh anh em Toàn Huy viết thư cho Toàn Dịch, trong thư nói vua Ngô trách Toàn Dịch bất lực, định trị tội gia quyến họ Toàn, do đó Toàn Huy mới phải trốn đi hàng Ngụy.
Toàn Dịch nhận thư sợ hãi, bèn mang quân ra khỏi thành đầu hàng Tư Mã Chiêu. Chung Hội hậu đãi những người đầu hàng, do đó các tướng sĩ trong thành của Đông Ngô và Gia Cát Đản dao động, nảy ý đầu hàng.
Cùng lúc đó trong thành Thọ Xuân hết lương, Toàn Dịch và Toàn Đoan cùng nhiều tướng sĩ ra đầu hàng. Gia Cát Đản lại nghi ngờ Văn Khâm không trung thành, bèn bắt giết Văn Khâm. Văn Ương bất mãn nhưng không thể trả thù được cho cha, bèn bỏ thành ra hàng Tư Mã Chiêu.
Trong thành Thọ Xuân suy kiệt, bị quân Tư Mã Chiêu công phá, cuối cùng hạ được thành. Gia Cát Đản cưỡi ngựa mang quân chạy ra cửa Tiểu Thành nhưng không thoát, bị quân Tư Mã Chiêu giết chết.
Có mấy trăm thủ hạ trung thành với Gia Cát Đản khi bị bắt đều không chịu đầu hàng, lần lượt chịu chém.

## Hậu quả và ý nghĩa
Ba lần binh biến Thọ Xuân là 3 lần có tính chất khác nhau. Lần đầu do Tư Mã Ý chủ động ra tay với Vương Lăng và Vương Lăng trong thế bị động. Lần thứ hai thực sự là do sự bất bình của các quan tướng trung thành với nhà Ngụy, nhưng cả Văn Khâm và Vô Khâu Kiệm đều tài năng kém cỏi không bằng Tư Mã Sư. Lần thứ ba giống lần thứ nhất ở việc họ Tư Mã chủ động ra tay trước với tướng trấn thủ Thọ Xuân bằng việc triệu tập về kinh để tước bỏ binh quyền, nhưng Gia Cát Đản không chịu trói như Vương Lăng. Mặt khác động cơ khởi binh của Gia Cát Đản cũng không được xem là xuất phát từ lòng trung thành với nhà Tào Ngụy; vì trước đó Gia Cát Đản từng giúp họ Tư Mã đánh Vô Khâu Kiệm; còn lý do thực sự là do mâu thuẫn giữa Gia Cát Đản và Nhạc Lâm, khi bị Tư Mã Chiêu đụng chạm thì Gia Cát Đản lấy việc phò vua Ngụy làm danh nghĩa
Các lực lượng chống đối ở Hoài Nam bị dẹp, quyền hành của họ Tư Mã trong chính quyền Tào Ngụy được củng cố, các thủ lĩnh địa phương không còn dám chống đối.
Tư Mã Chiêu ép Tào Mao phong làm Tấn công, cắt đất phong nước riêng, bắt đầu việc giành ngôi nhà Ngụy. Tào Mao không chịu nổi tự chèn ép của Tư Mã Chiêu. Năm 260, Tào Mao cầm quân chống lại, nhưng lập tức bị đánh bại và bị giết. Tư Mã Chiêu lập Tào Hoán lên làm Ngụy Nguyên Đế. Không lâu sau việc điều quân diệt nước Thục Hán đã suy yếu, họ Tư Mã phế truất Tào Hoán, lập ra nhà Tấn (265).

## Trong Tam Quốc diễn nghĩa
La Quán Trung không nhắc tới việc Tư Mã Ý trừ bỏ Vương Lăng và Tào Bưu trong tiểu thuyết Tam Quốc diễn nghĩa. Hai lần binh biến sau của Vô Khâu Kiệm và Gia Cát Đản được kể gần giống với sử sách.